# Грузинская, Вера Алексеевна
Вера Алексеевна Грузинская (1889—1978) — советский педагог, географ-методист. Почётный член Географического общества СССР (РГО).

## Биография
После окончания гимназии в 1908 году начала педагогическую деятельность в Москве, работая в воскресной фабричной школе и давая частные уроки.
В 1914 году окончила историко-филологическое отделение Московских высших женских курсов.
В 1927—1957 — руководитель методического объединения учителей географии.
С 1930 вела научно-преподавательскую работу в высшей школе. С 1934 разработала программы по географии, а затем подготовила учебники для вспомогательных школ. Автор многих работ по вопросам преподавания географии.
В 1964 году избрана почётным членом Географического общества СССР.

## Научное наследие
Содержание фонда Веры Алексеевны Грузинской в Научном архиве РАО (Академии педагогических наук СССР):
- Рукописи работ, статей, учебников, лекций, и др. материалы по вопросам преподавания географии во вспомогательной школе, в том числе:
  - «Учебники географии для III-VII классов вспомогательной школы» (1934—1963),
  - «Методика географии для вспомогательной школы» (1949),
  - «Библиография по географии для IV-VII классов», «Проблемы школьного курса географии» (1969),
  - «Курс лекций по методике географии» (1932—1933);
- Переписка В. А. Грузинской с различными корреспондентами за 1910—1976 гг.;
- Биографические и мемуарные документы (автобиографии, удостоверения, выписки из приказов, воспоминания, статьи и др.) о жизни и деятельности В. А. Грузинской за 1908—1975 гг.

## Основные работы
- Половинкин А. А., Грузинская В. А. Методика географии: Для учителей начальной школы. — М.: Учпедгиз, 1939. — 224 с.

- Физическая география : Учебник для 5-го кл. вспом. школы / В. А. Грузинская, Т. И. Пороцкая, А. О. Скрябина. 3-е изд., испр. и перераб. Кишинёв: Лумина, 1979. 218 c.
- Физическая география : Учебник для 5-го кл. вспом. школы / В. А. Грузинская, Т. И. Пороцкая, А. О. Скрябина. 4-е изд., перераб. Киев: Рад. школа, 1979. 176 c.
- Физическая география : Учебник для 5-го кл. вспом. школы / В. А. Грузинская, Т. И. Пороцкая, А. О. Скрябина. 6-е изд., испр., перераб. М.: Просвещение, 1980. 207 с.
- Физическая география : Учебник для V кл. вспом. школ / В. Грузинская, Т. Пороцкая, А. Скрябина. Таллин: Валгус, 1981. 160 с.
- Физическая география : Учеб. для 5-го кл. вспом. шк. / В. А. Грузинская, Т. И. Пороцкая, А. О. Скрябина. Ереван: Луйс, 1982. 202 с.
- Физическая география : Учеб. для 5-го кл. вспом. шк. / В. А. Грузинская, Т. И. Пороцкая, А. О. Скрябина. 5-е изд. Киев: Рад. школа, 1983. 167 с.